# Collinsia dentata
Collinsia dentata là một loài nhện trong họ Linyphiidae.
Loài này thuộc chi Collinsia. Collinsia dentata được Kirill Yuryevich Eskov miêu tả năm 1990.